# Oststädter Sportverein Hannover von 1923 e.V.
Oststädter Sportverein Hannover von 1923 e.V. é uma agremiação esportiva alemã, fundada em 1923, sediada em Hanôver, na Baixa Saxônia.

## História
O clube foi criado como Freie Sportvereinigung Hannover Ost. O clube foi dissolvido em 1933, durante o regime nazista e reconstituído como Oststädter Sportverein Hannover. Em 1937, se fundiu com o antigo MTV Groß Buchholz, criado em 1923.
Após a Segunda Guerra Mundial foi associado ao TuS Bothfeld 04 até se restabelecer como um clube independente em 1953. O clube passou três temporadas na Regionalliga Nord, entre 1972 e 1974, e outras duas na 2. Bundesliga Nord em 1979 e 1980. O OSV restabeleceu uma parceria de partilha de recursos com o TuS Bothfeld 04 em meados da década da década de 1970, até passar por um período de falência no início de 1980. A dívida chegava à cifra de 900.000 de marcos, o que indicava sérios apuros. Uma solução parecia bastante simples. Pedir a falência e reconstruir o clube, sob o nome Östadter SV. Inicialmente a Fußballverband Niedersächsische (NFV), a federação regional, parecia aceitar a solução e permitir que participasse do campeonato. Mas a medida provocou protestos por parte dos outros times. Finalmente, a equipe sofreu a sanção. Foi rebaixado à Kreisklasse, a menor divisão. Um resgate de última hora evitou o pior. A soma de 5.700 marcos foi paga a um credor.
O clube então caiu na obscuridade ao disputar as ligas mais baixas em nível local, chegado a integrar a Kreisliga Hannover-Stadt (IX) na temporada 2003-05. Em 2005, o conselho executivo ajudou a planejar uma reviravolta quando trouxeram Wolfgang Kirchner como gerente e o ex-atleta do SV Arminia Hannover, Philip Menges, como jogador e treinador. A sorte do time melhoraria ao ponto de passar quase duas temporadas invicto em casa. Um título no oitavo nível, a Bezirksklasse Hannover/4 levou o time à Bezirksliga Hannover (VII).

## Títulos
- Campeão da Kreisklasse: 1964;
- Campeão da Verbandsliga: 1968;
- Campeão da Landesliga 1971;
- Campeão da Oberliga Nord: 1978, 1979;
- Campeão da Bezirksoberliga: 1987;
- Campeão da Bezirksklasse Hannover: 1997;
- Campeão da Kreisliga: 2006;

## Fonte
- Grüne, Hardy (2001). Vereinslexikon. Kassel: AGON Sportverlag ISBN 3-89784-147-9